# Communauté rurale de Doumga Lao
Doumga Lao (ou Dounga Lao) est une commune du Sénégal située au nord du pays. érigée en communauté rurale en 2008avant d'être à nouveau érigée en commune en 2013 d'après la loi n° 2013_10 du 28 décembre 2013 portant sur le code général des collectivités locales, elle fait partie de l'arrondissement de Cas-Cas, du département de Podor et de la région de Saint-Louis.     